# Barbulifer pantherinus
Barbulifer pantherinus es una especie de pez de la familia de los Gobiidae en el orden de los Perciformes.

## Morfología
Los machos pueden llegar a alcanzar los 5,2 cm de longitud total.

## Hábitat
Es un pez de mar y , de clima subtropical y demersal que vive entre 0-20 m de profundidad. 

## Distribución geográfica
Se encuentra en el Pacífico oriental central: el Golfo de California. 

## Observaciones
Es inofensivo para los humanos. 